# 中部大学春日丘中学校・高等学校
中部大学春日丘中学校・高等学校（ちゅうぶだいがくはるひがおかちゅうがっこう・こうとうがっこう）は、愛知県春日井市松本町にある私立中学校・高等学校。春日井市では唯一の私立中学校・高等学校である。通称は、「春日（はるひ）」。

## 沿革
- 1962年（昭和37年） - 名古屋第一工業高等学校春日井分校設置認可。
- 1963年（昭和38年） - 開校（機械科、電気科の2学科）。
- 1964年（昭和39年） - 普通科を設置。
- 1965年（昭和40年） - 中部工業大学附属高等学校に校名変更。
- 1973年（昭和48年） - 電気科を募集停止。
- 1984年（昭和59年） - 中部大学附属春日丘高等学校に校名変更｡男女共学化。
- 1985年（昭和60年） - 現在地に移転。
- 1989年（平成元年） - 機械科生徒募集停止。これにより普通科のみになる。
- 1990年（平成2年） - 春日丘中学校開校｡春日丘中学校・高等学校に校名変更｡コース制移行。
- 1998年（平成10年） - 全教室冷房化。
- 2016年（平成28年） - 中部大学春日丘中学校・高等学校に校名変更｡
- 2022年（令和4年） - 特進・国際コースと啓明コースへの高校からの編入学を合併し、創進コースを新設。

## 姉妹校
- 中部大学
- 中部大学第一高等学校
- ケローナ・セカンダリー・スクール（K.S.S.）（カナダ・ブリティッシュコロンビア州・ケロウナ）（1985年（昭和60年）提携）
- ジョージ・プリンガル・セカンダリー・スクール（G.P.S.S.）（1990年（平成2年）提携）
  - ケロウナは春日井市の姉妹都市でもある。

## 学科・特徴
2022年（令和4年）度時点で3コース存在する。

### 進学コース
標準的なコースであり、学習と部活動の両立が可能である。週33単位。
最もクラス数が多く現在3学年10クラスであり、平均は1学年8クラス程度ある。
また、1学年、2学年の2学期終了時に選抜クラスへの希望ができる。選抜クラスは原則2年次より80名を募っており理系60名、文系20名で分けられる。
水・金曜日の授業後に業後補習というものが存在する。テスト前及び終業式1週間前には補習は停止する。また第1・第3・第5土曜日には、模試対策にあたる、土曜講座がある。啓明コースと異なり、これらの補修や講座は任意参加である。

### 創進コース
かつての特進・国際コースと啓明コースの高校からの編入学生を本コースに編成した。
国公立大学、難関私立大学への進学を目指すコースである。このコースに在籍している場合、希望者は部活動への参加が認められている。ただし、条件として学業と両立をさせることが求められる。
合宿および夏季、冬季の補習期間は啓明コースと同じである。
月～金は毎日7限授業、第1・3・5土曜は4限授業の週37時間制により余裕ある授業進度ときめ細かい学びが可能である。また、7限以降は補習か部活動のどちらかを選択することができる。

### 啓明コース
春日丘中学校との中高一貫教育を行い、数名を除きほぼ全員が中等部から高等部へ内部進学している。
中等部からセレクト講座、朝、夜の自習室の解放など徹底した学習サポート体制を敷いている。また、探究学習に力を入れており、4つのコースの下探究学習を行っている。大学の先生による講座や特別講演など著名の先生の話を中学のうちからきくことができる。英語、数学、国語、理科に関しては高等部では個々に合わせた3つのグレード（習熟度）別授業を行っている。
任意参加である放課後の講座や長期休暇の講座、土曜講座等あるが、魅力ある講座が多くほとんどの生徒が積極的に受講している。
中学では中学3年生でカナダ研修に全員参加し、英会話を楽しむだけでなく、SDGsの観点から探究活動も行っており、帰国後もプレゼンをしている。
国公立大学への合格率は約50％である。医・歯・薬・獣医系にも多数合格しており、2010年に初の名古屋大学医学部医学科現役合格者を輩出した。2011年にも2年連続となる現役合格者を輩出している。東京大学合格者を6年連続(2003～2008年，8回生 - 13回生)で輩出しており、(2004～2013年，9回生 - 18回生)では10名の合格者数を誇る。

## 特待生制度
入学試験の成績特待生制度および提出書類により選考し、特待生として認定されるには次の種類・条件・特典がある。
 

### 学業特待生（推薦・一般入学試験）
学業成績が特に優秀である者を学業特待生とする。
- 推薦入学試験の場合は中学校長の推薦書（本校所定用紙）を提出しなければならない。
- 全額支給特待生：入学時に納入する入学料のうち28万円および授業料相当額を奨学金として支給する。（3カ年・1カ年）
  - 条件：五教科（英・数・国・理・社）の中学3年次二学期(二学期制の場合は前期)の内申が24以上であること。
- 半額支給特待生：入学時に納入する入学料のうち18万円および授業料相当額の半額を奨学金として支給する。（1カ年）
  - 条件：五教科（英・数・国・理・社）の中学3年次二学期(二学期制の場合は前期)の内申が23であること

※ 上記以外に入学後、前年度の学業成績が優秀な者に対して授業料相当額の全額または半額を奨学金として支給する学年特待生の制度もある。
 

### スポーツ特待生（推薦入学試験に限る）
それぞれのスポーツの能力が特に優秀であり、次の条件を満たす者をスポーツ特待生とする。
- 学業成績が一般生徒と同じ水準にあること。
- 心身ともに健康で生活態度が模範的であること。
- 中学校長の推薦書（本校所定用紙）を提出すること。
- 全額支給特待生：入学時に納入する入学料のうち18万円および授業料相当額を奨学金として支給する。（1カ年）
- 半額支給特待生：入学時に納入する入学料のうち18万円および授業料相当額の半額を奨学金として支給する。（1カ年）

### 特奨生制度
「入学試験」の受験生の中から選抜の結果、成績優秀な受験生を本校の特奨生として認め、以下のように特奨生合格とする。（第1学年の1年間支給）
- 特奨生A：入学手続き時に納入する入学料全額と1年間の授業料相当額全額を奨学金として支給する。
  - 人数：約5人
- 特奨生B：入学手続き時に納入する入学料半額と1年間の授業料相当額半額を奨学金として支給する。
  - 人数：約10人

※ 上記以外に学年特奨生（第2学年・第3年当該年度支給）制度がある。

## 中学校

### 進級・進学
中学校のほとんどの生徒は高校の啓明コースに進学する。進級条件は、中学3年の2学期の成績が大きく影響する。他コースへの編入は現在認められない。これは内部進学であるので、外部からの入学者と異なり、無試験入学が認められている。
他の高等学校へ進学することも可能である。

## 行事

### 文化祭
春日丘啓明コースの文化祭は「啓明祭」と呼ばれており、毎年9月の中旬から下旬にかけて３日間にわたって行われる。個人で発表したり部活動の発表、合唱コンクールなどもある。ちなみに、2004年（平成16年）度まで「啓明祭」は、啓明コースの中学1年生～高校3年生（6年生）までの6学年合同で行われていた。その後、高等部が独立したため、「啓明祭」は中等部3学年だけで行われている。

### ハルヒンピック
毎年3月に行われるクラス対抗の球技大会がある。高等部で6月に行われる球技大会とは別で、中学校3学年のみで行われる。

### フェアウェルパーティー
高等部を卒業する啓明コースの3年生を送り出す行事がある。高等部啓明コースと合同で行う。

### 新入生歓迎会
毎年新入生の入学直後（4月）に行われて縦割り班でさまざまなタスクを回り、新入生との絆を深めようという行事。企画は生徒会が行う。2018年（平成30年）からの学校改革に伴い、縦割り班が廃止され代わりにクラス毎に行うように変更された。現在は行われていない。

### 親子レク
毎年10月のはじめに中部大学恵那研修センターグラウンドで行われる。原則、親や兄弟とで参加しなければならない。企画、運営はPTA（育友会）が行っている。現在は行われていない。

## 制服
制服は男女共にブレザーである。
上着は男女間で多少デザインに違いがあり、金ボタンの数などが異なる。胸ポケットにエンブレムが入り、色はグレー。ズボン・スカートは暗色のチェックである。このほかに夏用ベスト、冬用ベスト、カーディガンがある。
ネクタイ・リボンの色は青もしくは青地にななめボーダー、もしくは緑の無地、もしくは緑地にななめボーダーの計4種類から自由に選ぶことが出来る。中学校と高校啓明コースのみ、えんじ色の無地またはワンポイント付きネクタイと指定されている。なお以前までは、ネクタイ・リボンの色が、青-進学コース、緑-特進コース、赤-啓明コースのようにコース毎に指定されている。
体操服はシャツ、ハーフパンツ、ジャージ上下、ウィンドブレーカーである。
シャツは白、パンツは男女で多少形状が違う。ジャージ、パンツともに濃紺で、エンブレム、ラインの色(青・赤・緑)により学年を見分ける。
靴については、黒のローファーまたは白・黒を基調としたスニーカーを着用する。

## 校内売店
学校指定のベスト、カーディガン、ネクタイ、リボン、ブレザーの釦およびエンブレム、学校指定の通学カバン、体操服、体育館シューズ、校内用スリッパが販売されているほか、弁当やパン、飲料、文房具などの販売もある。ただし、制服のブレザー、スラックス、スカートの販売はない。

## 高等学校の部活動

### 運動部系
- 剣道（男・女）
- ゴルフ（男・女）
- サッカー（男）
- 柔道（男・女）
- 少林寺拳法（男・女）
- 水泳（男・女）
- 卓球（男・女）
- テニス（男・女）
- バスケットボール（男・女）
- バドミントン（男・女）
- バレーボール（男・女）
- ハンドボール（男）
- 野球（男）
- ラグビー（男）
- 陸上（男・女）
- チアリーディング（女）
- ソフトボール （女）

### 文化部系
- H・ESS（英会話）
- 園芸 (廃部)
- 写真
- 吹奏楽
- パソコン
- 美術
- 放送
- 生け花
- 将棋（廃部）
- インターアクトクラブ
- 書道
- アート・文芸
- 軽音楽

### 同好会
- フットサル（男・女）
- 自然探究
- 和太鼓

### 部活動の実績
剣道、ハンドボール、少林寺拳法、野球、ラグビー、ゴルフは強化部に指定されている。
啓明コースはインターアクトクラブのみの入部が認められていたが、2021年（令和3年）度以降に運動部含め全ての部活への入部が認められている。
男子ハンドボール部は全国高等学校ハンドボール選抜大会に2012年大会から、13年連続で出場している。2024年大会にはベスト8を記録した。
少林寺拳法部は全国高等学校少林寺拳法選抜大会に2025年（令和7年）現在、10年連続12回目の出場を果たしている。
野球部は1983年（昭和58年）に第14回明治神宮野球大会への出場経験がある。2001年（平成13年）に第73回選抜高等学校野球大会、2021年（令和3年）に第94回選抜高等学校野球大会において21世紀枠の愛知県候補校に選出された。
ラグビー部は2010年（平成22年）、第90回全国高等学校ラグビーフットボール大会（花園）に初出場した。また2020年（令和2年）、年末から2021年（令和3年）初旬に行われた第100回全国高等学校ラグビーフットボール大会で3回戦大分東明高等学校に40対17で勝利し3回戦を突破して初のベスト8を記録した。そして、本校初となる再抽選により準々決勝の対戦校は今大会準優勝の京都成章高校と対戦した。また2021年（令和3年）現在、9年連続11回目の花園への出場を果たしている。また全国高等学校選抜ラグビーフットボール大会（熊谷）にも2025年（令和7年）現在、9大会連続18回目の出場を果たしている。
1998年（平成10年）、女子ゴルフ部が、第19回全国高等学校ゴルフ選手権大会にて団体優勝した。2025年（令和7年）、男子ゴルフ部でも全国高等学校ゴルフ選手権大会に第45回大会で出場を果たした。
男子バレーボール部は1997年のインターハイに初出場した。
チアリーディング部では、チアリーディング日本選手権大会（JAPAN CUP）に複数回出場している。

## 交通・通学範囲
春日井市内と近隣地域など、岐阜県の可児市、多治見市、土岐市、瑞浪市、恵那市、中津川市などから通学する生徒もいる。

### 鉄道
最寄駅は高蔵寺駅（JR中央本線 / 愛知環状鉄道・愛知環状鉄道線）と神領駅（JR中央本線）の二つであるが、高蔵寺駅の方が近い。両駅共に駐輪場を有し、多くの生徒は両駅から自転車で通っている。また、神領駅からは定期券で乗ることが出来る「神バス」と呼ばれるスクールバスが発車しており、春日丘高校の敷地内まで運行している。電車で神領駅に通っている生徒の大半が利用している。

### バス
名鉄バスが高蔵寺駅北口～中部大学前間を運行している。また、神領駅北口～中部大学前間も運行しており、春日丘高校の敷地内まで行くバスとは違い、これは大学のバス停に停車する。中部大学前バス停からは高校の敷地までは徒歩で10分以上かかる。
「中部大学」の名の入ったバス停としては「中部大学東」と「中部大学北」がある。「中部大学東」は中部大学前停から少し丘を下った愛知県道508号内津勝川線（旧・国道19号）沿いにあり、高校まではさらに時間を要する。「中部大学北」は春日丘高校の北出入り口から国道19号へ下がった場所にある。
名鉄バスが、勝川駅～愛知県コロニー間、勝川駅～藤山台南間の二路線を中部大学東停を経由して運行する。こちらの二路線も本数は少ないが、高蔵寺ニュータウン内（藤山台南発）から直接通学する場合に高蔵寺駅北口停で乗り換えなくてもよい。
かすがいシティバスが高蔵寺駅南口と春日井市民病院間を中部大学北を経由して運行している。かすがいシティバスは運行時間が昼間で本数も少ないので注意が必要である。

### スクールバス
完全指定席制、学期ごとの一括前払い制である。現在の路線および主な経由地は以下の6つ。運行はセントラルサービスに委託している。
スクールバスの全路線一覧
1. 小牧線：CKD前バス停〜学校
2. 犬山線：犬山駅東〜学校
3. 尾張旭・瀬戸線：瀬戸信用金庫三郷支店前〜学校
4. 名古屋東部線：藤が丘駅西〜学校
5. 春日井西部線：上大手バス停〜学校
6. 名鉄バス中部大学線：神領駅〜学校

## 著名な出身者
| - 熊澤秀浩 - 元プロ野球選手（広島東洋カープ） - 風岡尚幸 - 元プロ野球選手（オリックス・ブルーウェーブ、阪神タイガース） - 酒井大輔 - 元プロ野球選手（広島東洋カープ） - 高橋健二 - 元競輪選手 - 高山準平 - プロゴルファー - 松村亜矢子 - アーティスティックスイミング選手、2008年（平成20年）・北京オリンピック日本代表 - 墨谷渉 - 小説家 - 豊本明長 - お笑い芸人（東京03）キングオブコント・2009年（平成21年）優勝 - 田原圭祐 - 社会人ラグビー（キヤノンイーグルス）選手 - 長江有祐 - 社会人ラグビー（日本代表。リコーブラックラムズ → 豊田自動織機シャトルズ）選手 - 彦坂匡克 - 社会人ラグビー（7人制日本代表。トヨタ自動車ヴェルブリッツ）選手 | - 彦坂圭克 - 社会人ラグビー（トヨタ自動車ヴェルブリッツ）選手 - 加藤一希 - 社会人ラグビー（クボタスピアーズ船橋・東京ベイ）選手 - 園木邦弥 - 社会人ラグビー（日野自動車レッドドルフィンズ）選手 - 姫野和樹 - 社会人ラグビー（トヨタ自動車ヴェルブリッツ）選手 - 星野玄太 - 社会人ラグビー（コカ・コーラレッドスパークス）選手 - 蜂谷元紹 - 社会人ラグビー（三菱重工相模原ダイナボアーズ）選手 - 大籔洸太 - 大学ラグビー（帝京大学ラグビー部）選手 - 肥田晃季 - 大学ラグビー（筑波大学ラグビー部）選手 - 加藤幸子 - 女子ラグビー選手 - 柳沢一 - ボートレーサー（中途退学）、第29回グランドチャンピオン決定戦競走優勝者 |